# Mrs. Fang
Pour plus de détails, voir Fiche technique et Distribution.
Mrs. Fang (方绣英, Fāng Xiùyīng) est un film documentaire chinois réalisé par Wang Bing, sorti en 2017.
Il est présenté en sélection officielle au Festival international du film de Locarno 2017 où il remporte le Léopard d'or.

## Synopsis
Le documentaire suit Fang Xiuying qui a souffert de la maladie d'Alzheimer les huit dernières années de sa vie.

## Fiche technique
- Titre original : 方绣英, Fāng Xiùyīng
- Titre français : Mrs. Fang
- Réalisation : Wang Bing
- Scénario : Wang Bing
- Montage : Dominique Auvray
- Pays d'origine : Chine
- Format : Couleurs - 35 mm - 1,85:1 - Dolby Digital
- Genre : documentaire
- Durée : 86 minutes
- Date de sortie :
  -  Suisse : 9 août 2017 (Festival international du film de Locarno 2017)

## Prix
- 2017 : Léopard d'or au Festival international du film de Locarno 2017.